# Eye of the Beholder (cançó)
«Eye of the Beholder» és el sisè senzill de la banda estatunidenca Metallica, el segon del seu quart àlbum d'estudi, ...And Justice for All, i el van llançar el 30 d'octubre de 1988.
Les lletres de la cançó tracten sobre la llibertat d'expressió. A banda de la gira per promocionar aquest àlbum, la cançó ja no ha estat interpretada mai més en directe com a tal, no obstant, si que ha format part sempre dels medleys de cançons d'aquest àlbum que sovint van interpretar en concerts durant la dècada del 1990 com a alternativa de les cançons completes. Això s'explica que moltes d'aquestes cançons són difícils d'interpretar en directe per les nombroses parts de guitarra que contenen, i també per la seva llargada i perquè a Hetfield li costat cantar algunes veus agudes de la cançó.

## Llista de cançons
| 1. | «Eye of the Beholder» | 6:25 |
| 2. | «Breadfan»            | 5:44 |